# جان جاربر
جان جاربر (بالإنجليزية: Jan Garber)‏ هو موزع أمريكي، ولد في 5 نوفمبر 1894 في إنديانابوليس في الولايات المتحدة، وتوفي في 5 أكتوبر 1977 في شريفبورت في الولايات المتحدة.

## وصلات خارجية
- جان جاربر على موقع IMDb (الإنجليزية)
- جان جاربر على موقع ميوزك برينز (الإنجليزية)
- جان جاربر على موقع أول ميوزيك (الإنجليزية)
- جان جاربر على موقع ديسكوغز (الإنجليزية)